# Пиштољ
Пиштољ је назив за ватрено оружје дизајнирано за ручно коришћење, за једну или обе руке. Ове карактеристике издвајају пиштоље као општу класу ватрених оружја, поред пушака.
Иако се у енглеском језику прави разлика између речи пиштољ - handgun, која представља класу ватреног оружја и речи пиштољ - pistol, која представља ужу подврсту оружја, у нашем језику се за обе ове категорије оружја користи само једна реч, пиштољ.
У Европи не постоје забележени подаци о коришћењу ватреног оружја пре 1300. године, а најранији подаци коришћења од 1200-их година датирају из кинеске области Манџурије.

## Терминологија
Технички говорећи, термин „пиштољ“ је хиперним који се генерално односи на пиштољ и претходи постојању врсте оружја на коју се сада примењује као посебан термин, то јест: у колоквијалној употреби се посебно користи да опише пиштољ са једном интегралном комором унутар цеви. Вебстеров речник га дефинише као оружје „чија је комора интегрална са цеви“. Ово га чини другачијим од других типова пиштоља, као што је револвер, који има више комора унутар ротационог цилиндра који је одвојено поравнат са једном цеви; и деринџер, који је често кратак џепни пиштољ обично са вишеструким цевима с једним метком и без повратног дејства. Биро за алкохол, дуван, ватрено оружје и експлозив (АТФ) законски дефинише термин „пиштољ“ као „оружје које је првобитно дизајнирано, направљено и намењено да испаљује пројектил (метак) из једне или више цеви када се држи у једној руци, и који имају: комору или више комора као саставни део, или која је трајно поравната са отвором; и кратак кундак дизајниран да се хвата једном руком под углом и пружа се испод линије отвора“, што укључује деринџере, али искључује револвере.
За разлику од модерне колоквијалне употребе, термин је технички синоним за било коју врсту пиштоља, укључујући све револвере и деринџере. Комонвелтска употреба, на пример, обично не прави разлику, посебно када те термине користи војска. На пример, званична ознака револвера Вебли Мк VI била је „Пиштољ, револвер, Вебли, Бр. 1 Мк VI“. За разлику од Меријам-Вебстерове дефиниције, Оксфордски речник енглеског језика (описни речник) описује „пиштољ“ као „мало ватрено оружје дизајнирано да се држи у једној руци“, што је слично Вебстеровој дефиницији за „пиштољ“; и „револвер“ као „пиштољ са ротирајућим коморама које омогућавају испаљивање неколико хитаца без поновног пуњења“, дајући свој оригинални облик као „окретни пиштољ“.

## Историја и етимологија
Пиштољ потиче из 16. века, када су се рани пиштољи производили у Европи. Енглеска реч уведена око 1570. године потиче од средњефранцуског назива pistolet (око 1550). Етимологија француске речи pistolet је спорна. Можда потиче од чешке речи за ране ручне топове, píšťala („звиждаљка“ или „цев“), коришћене у Хуситским ратовима током 1420-их. Чешка реч је усвојена у немачком као  pitschale, pitschole, petsole и варијанте. Алтернативно, реч потиче од италијанског pistolese, по Пистоји, граду познатом по оружарству из ренесансне ере, где су ручне пушке (дизајниране да се испаљују са коња) први пут произведене током 1540-их. Међутим, употреба ове речи као ознаке пиштоља није документована пре 1605. године у Италији, дуго након што је коришћена у француском и немачком језику.

## Типови пиштоља
Пиштољи се хронолошки могу поделити на пет основних типова:
- пиштоље с једним метком (који се данас најчешће употребљавају за спорт и лов);
- пиштоље с више цеви (од којих је најпознатији Дерингер)
- револвере
- полуаутоматске пиштоље
- машинске пиштоље

### Пиштољи са једним метком
Ово је најједноставнија врста пиштоља. Најранији пиштољи, познати као колашице, који су се у Европи појавили почетком 16. века, пуњени су спреда и користили су табан на коло. Пошто је ово оружје било веома компликовано и скупо, почетком 17. века замењено је једноставнијим пиштољима са табаном на кремен. Такви пиштољи - кремењаши - масовно су коришћени за војну и цивилну употребу широм света, па и у Србији (под именом кубуре), све до 30-их година 19. века, када су конструисани веома слични, али поузданији пиштољи са табаном на капислу. Пиштољи-капислари су релативно споро замењивали веома популарне кремењаче, и оба система су дуго коришћена упоредо, нарочито у сиромашнијим земљама и међу цивилима. Пиштољи капислари су први пут уведени у наоружање српске војске 1857. године, и коришћени су све до Српско-турских ратова (1876-1878). Пиштољи са једним метком се и дан данас користе, и то обично у стрељаштву и разним врстама лова, све до лова на слонове.

### Пиштољи са више цеви
Недуго након што се појавило ватрено оружје, започето је експериментисање на конструисању пиштоља са више цеви. Не чуди што су сви типови оружја са једним метком су били укључени у покушаје да се дође до могућности испаљивања више од једног метка, без поновног пуњења оружја. Пре него што је ико успео да развије практичну могућност да се у једну цев испоручи више пуњења заредом (као што то тренутно функционише), направљена су оружја која су користила више напуњених цеви у једној машини.

### Револвери
Развојем револвера, по први пут се успело кроз једну цев испоручити већи број повезаних паљби. Карактеристично за револвере је да поседују муницију смештену у цилиндру, у ком се свака чаура налази у свом лежишту, односно прегради. За улазак чауре у цев постоје два различита механизма. Један начин је двоакцијски, када је механизам повезан са обарачем, док је једноакцијски начин заступљен у случају повезаности са чекићем оружја.

### Полуаутоматски пиштољи
Следећа етапа у развоју пиштоља је конструисање полуаутоматског пиштоља који користи ослобођену енергију при првом пуцњу за поновно пуњење пиштоља за следећи пуцањ. Принцип се састоји од тога да је типична енергија од трзања, од силе реакције, механички упрегнута. Међутим, пиштољи са већим бројем кертриџа могу имати и Гасно управљачки претовар. То је систем у ком, након што је извршена рунду испаљивања, аутоматски се поново започиње нова. Тачније речено, гас који достиже висок притисак, створен испаљеним хицем, даје снагу механизму да празно место попуни убацивањем у лежиште нову чауру и то не само током једног циклуса, већ све док има чаура на располагању.

### Аутоматски пиштољи
Аутоматски пиштољи су у општем смислу дефинисани као ватрено оружје које је намењено за употребу једном руком, а које омогућава и потпуно аутоматску и селективну паљбу. Иако постоји један број аутоматских пиштоља, они су ретки јер их је, пошто су лаки, малих димензија и изузетно велике брзине паљбе, тешко контролисати. Због тога су се појавиле смањене аутоматске пушке, које представљају бољи избор у случајевима када мала маса и величина пиштоља нису потребне. Већина аутоматских пиштоља поседује могућност качења кундака за аутоматску паљбу. У неким законодавствима за овај додатак се сматра да претвара пиштољ у пушку, што може бити нелегално.

## Политика наоружања
Коришћење и дистрибуцију пиштоља, као и осталог оружја контролише политика наоружања. Она се бави питањима безбедности и идеологије које се односе на оружје кроз кривичну и легализовану употребу. Оружана политика управља прописима и забранама коришћења, поседовања и дистрибуцију оружја.

## Галерија
- Немачки "Валтер П38" Део је збирке оружја Народног музеја у Лесковцу.
- Пиштољи из 17. века са имања Жан-Франсое де ле Мота (1625–1685).
- Cornelis Norbertus Gijsbrechts, 1672
- „Trompe l´oeil 1737”
- „Верни колт” 1860

### Занатско оружје
- Кад оружје утихне - Пиштољи на кремен - леденице (РТС 3 - Званични јутјуб канал)

### Српски и југословенски службени пиштољи од 1857. до данас
- Први српски пиштољ (Оружје онлајн, Бранко Богдановић, 2021)
- Српски револвер 11 mm Франкот М1871 (Оружје онлајн, Бранко Богдановић, 2019)
- Gasser M1870/74 у Црној Гори (Оружје онлајн, Бранко Богдановић, 2021)
- Serbian Nagant M1891
- Револвери Smith-Wesson у Црној Гори (Оружје онлајн, Бранко Богдановић, 2021)
- Југословенски пиштољ 7,65 mm Ruby - ВТЗ 1933 (Оружје онлајн, Бранко Богдановић, 2021)
- Југословенски "Војно-Државни" пиштољ 9 mm Browning М1910/22 (Оружје онлајн, Бранко Богдановић, 2018)
- Полицијски пиштољи Краљевине Југославије (Оружје онлајн, Урош Богдановић, 2021)
- Југословенски „тетејац" - прича о „Заставином" пиштољу М57 ( Оружје онлајн, Бранко Богдановић, 2018)
- Пиштољи Застава оружја ЦЗ 99 - ЕЗ 40  (Оружје онлајн, Бранко Богдановић, 2021)

### Најскупљи пиштољи у САД
- 10 најскупљих примерака ватреног оружја продатих у Америци (Оружје онлајн, 2021)

### Револвери кнеза Милана на аукцији
- Револвери кнеза Милана (MORPHY Auctions) Архивирано на веб-сајту  (29. децембар 2021)

### Нови руски војни пиштољ
- УДАВ - пиштољ нове генерације (Телевизија Звезда - Званични рутјуб канал)